# Josepha
Josepha je francouzský hraný film z roku 1982, který režíroval Christopher Frank podle vlastního stejnojmenného románu. Snímek měl světovou premiéru dne 10. března 1982.

## Děj
Michel a Josepha jsou herci, kteří jsou zvyklí hrát vedlejší role. Hrají pouze v malých divadlech, jejichž hry nejsou populární. Vydělají si sotva na živobytí. Ale vášeň, kterou mají pro svou profesi, a jejich láska jim pomáhají překonávat potíže. Jednoho dne však Josepha zjistí, že Michel měl poměr s jinou ženou a jejich křehká rovnováha je narušena.

## Obsazení
| Miou-Miou             | Josépha Manet                    |
| Claude Brasseur       | Michel Laurent                   |
| Bruno Cremer          | Régis Duchemin                   |
| Nadine Alari          | Claude Hermann                   |
| Jean-Pierre Rambal    | hasič                            |
| Anne-Laure Meury      | Babette Duchemin, Régisova dcera |
| François Perrot       | obchodník                        |
| Yvette Delaune        | Cécile                           |
| Jacques Boudet        | Moulu                            |
| Pierre Vernier        | Jenner                           |
| Catherine Allégret    | Dolly                            |
| Paul Savatier         | Thévenon                         |
| Jean-Jacques Aslanian | Vendredi                         |
| Caroline Berg         | Claudine                         |
| Jacques Chevalier     | asistent režiséra                |
| Emmanuel Lathuillère  | asistent režiséra                |
| Jacky Duclos          | Bernadette                       |
| Nathalie Guérin       | Maya                             |
| Marie Henriau         | Lady Mac-Beth                    |

## Ocenění
- César: nominace v kategoriích nejlepší filmový debut a nejlepší herečka (Miou-Miou)